# Caroline von Aufseß
Carolina Augusta Sophie Wilhelmina von und zu Egloffstein, geborene Freiin von und zu Aufseß (geboren am 19. November 1768 in Erlangen; gestorben am 19. Juli 1828 in Wilhelmsthal bei Weimar) entstammte dem fränkischen Rittergeschlecht von Aufseß und stieg zur Oberkammerherrin am Fürstenhof in Sachsen-Weimar auf. Aufgrund der Tätigkeit ihres Mannes wurde sie auch Hofmarschallin genannt.
Unter dem Namen Caroline von Egloffstein ist sie nicht zu verwechseln mit ihrer gleichnamigen Nichte.

## Leben
Caroline von Aufseß wuchs bei Aufseß auf, in der Ortschaft Heckenhof, wo sie „das Caroline“ genannt worden sein soll. Sie war eng befreundet mit Henriette von Egloffstein und war auf diese Weise auch mit deren Bruder Gottlob von Egloffstein bekannt. Dieser war 1786 zum Kammerjunker und Regierungsrat in Sachsen-Weimar aufgestiegen, heiratete Caroline von Aufseß am 8. Juli 1787 auf Schloss Plankenfels und brachte sie mit sich in die Residenzstadt Weimar. Aufgrund ihrer unkomplizierten Art stieg sie dort rasch zu Kammerherrin der Herzoginmutter, Anna Amalia auf. Als deren Gesellschaft unternahm sie Reisen und lernte weitere Persönlichkeiten kennen; darunter Königin Luise von Preußen und Germaine de Staël.
Nach dem Tod von Anna Amalia 1807 blieb sie dem Hof in Weimar verbunden. Unter anderem kümmerte sie sich um ihre Nichten Caroline und Julie von Egloffstein, beides Hofdamen. 1815 starb ihr Mann, Hofmarschall Gottlob von Egloffstein. Goethe widmete der Witwe 1816 ein kurzes Gedicht. Sie soll dem kranken Goethe umgekehrt 1823 einen Lehnstuhl überlassen haben, den dieser ihr drei Jahre darauf wiedergab.
Ihre Nichte Caroline trat im November 1815 trat sie in den Dienst von Maria Pawlowna, Großherzogin von Sachsen-Weimar-Eisenach, und begleitete diese nach Eisenach. Deren Tante Caroline selbst verblieb mit ihrer Schwester Julie in Weimar. Dort betätigte sich Caroline weiterhin an musischen und literarischen Zirkeln.
Caroline von Egloffstein starb auswärts während eines Spaziergangs und wurde in Eisenach begraben. Ein Gedenkstein im Schlosspark von Tiefurt wurde aus Geldmangel nicht ausgeführt. Für den Entwurf dieses Gedenksteins hatte Goethe in seinem Tagebuch vermerkt: Heiter – Klug – Gesellig – Verständig.